# 605
Évszázadok: 6. század – 7. század – 8. század
Évtizedek: 550-es évek – 560-as évek – 570-es évek – 580-as évek – 590-es évek – 600-as évek – 610-es évek – 620-as évek – 630-as évek – 640-es évek – 650-es évek
Évek: 600 – 601 – 602 – 603 –  604 – 605 – 606 – 607 – 608 – 609 – 610

## Események

### Bizánci Birodalom
- A bizánci–perzsa háborúban a perzsák elfoglalják a határt védő fontos erődvárost, Darát.
- Narszész, Mezopotámia lázadó kormányzója Konstantinápolyba utazik, hogy közvetítsen a perzsák és a bizánciak között, de Phókasz császár (aki garantálta biztonságát) élve elégetteti.
- Phókasz összeesküvéssel vádolja és kivégezteti elődje, Maurikiosz kolostorba záratott feleségét és három lányát.
- Phókasz békét köt Agilulf longobárd királlyal, akinek adót fizet és átengedi neki Orvieto városát.

### Kína
- Jang császár nagyszabású építkezésekbe fog. Új császári palotát építtet Lojangban, valamint csatornát ásat Lojang és a Sárga-folyó, a Huaj folyó és a Sárga-folyó, a Huaj és a Jangce között. A csatornák állítólag öt hónap alatt elkészülnek, de az agyonhajszolt munkások 40-50%-a meghal.
- Jang bevezeti a császári versenyvizsga rendszerét, melyben a birodalom főtisztviselőit választják ki tudásuk alapján, származásuktól függetlenül. A rendszer egészen 1905-ig fennállt.
- Nomád kitanok támadnak Jing tartományra, de visszaverik őket.
- Hopej tartományban elkészül az Ancsi-híd, a világ első áttört kitöltőfalú, szegmentált ívhídja.

## Születések
- Metzi Chlodulf, püspök
- Lindisfarnei Colmán, püspök
- Fátima bint Muhammad, Mohamed próféta lánya
- Sisenand, vizigót király

## Halálozások
- Tralleiszi Alexandrosz, bizánci orvos
- Kósztantina, Maurikiosz bizánci császár felesége

## Fordítás
- Ez a szócikk részben vagy egészben  a(z)   605 című angol Wikipédia-szócikk ezen változatának fordításán alapul.  Az eredeti cikk szerkesztőit annak laptörténete sorolja fel. Ez a jelzés csupán a megfogalmazás eredetét és a szerzői jogokat jelzi, nem szolgál a cikkben szereplő információk forrásmegjelöléseként.